# Дієв Сергій Валеріанович
Сергій Валеріанович Дієв (21 квітня 1958, Полтава, УРСР — 17 серпня 2022) — радянський та український футболіст, що виступав на позиції півзахисника, згодом — український тренер.

## Клубна кар'єра
Вихованець полтавського «Колоса», в складі якого й розпочав футбольну кар'єру. У 1978 році перейшов до київського СКА, але через півроку повернувся до Полтави. У 1980 році прийняв запрошення від дніпропетровського «Дніпра», з яким вийшов до Вищої ліги СРСР. Влітку 1981 року захищав кольори криворізького «Кривбасу». У 1984 році виступав у на той час аматорській «Ворсклі», після чого перейшов до севастопольської «Атлантики». У 1992 році зіграв 1 поєдинок у складі феодосійського «Моря», яке виступало у перехідній лізі. З 1993 по 1995 рік захищав кольори краснопільського «Явора».

## Тренерська діяльність
У 1996 році отримав запрошення від севастопольського «Чорноморця», в якому виконував функції граючого тренера. У 2000 році завершив футбольну кар'єру й був призначений виконувачем обов'язків головного тренера клубу. З 2001 по 2005 рік працював делегатом ФФУ на матчах професіональних футбольних змагань. З 2005 по 2008 рік очолював молодіжну команду полтавської «Ворскли».З 2008 року працював на різних посадах у ПФК «Севастополі». Спочатку допомагав тренувати першу команду, а згодом протягом певного часу виконував обов'язки й головного тренера. Після цього очолював ПФК «Севастополь-2», а потім працював у клубі асистентом головного тренера. Після окупації Криму в 2014 році став співпрацювати з окупаційною владою. З 11 серпня 2014 року був головним тренером фейкового севастопольського клубу СКЧФ, в якому пропрацював до 2015 року.

## Досягнення

### Клубні
- Перша ліга чемпіонату СРСР
  -  Срібний призер (1): 1980

### Відзнаки
- Майстер спорту СРСР